# Lower Langford
Lower Langford – wieś w Anglii, w hrabstwie ceremonialnym Somerset, w dystrykcie (unitary authority) North Somerset. Leży 19 km na południowy zachód od miasta Bristol i 186 km na zachód od Londynu. Miejscowość liczy 600 mieszkańców.